# لوبژا (استان لوبوسکی)
لوبژا (به لاتین: Lubrza) یک روستا در لهستان است که در گمینا لوبژا (استان لوبوسکی) واقع شده‌است. لوبژا ۹۷۵ نفر جمعیت دارد.